# Philip Martin Whitman
Philip Martin Whitman é um matemático estadunidense, que trabalha com reticulados, em especial a teoria de reticulados livres.

## Publicações selecionadas
- Whitman, Philip Martin (junho de 1940). Schrödinger Wave Mechanics of the Hydrogen Atom (Manuscript minor thesis in mathematics). Harvard students' essays. Harvard University
- Whitman, Philip Martin (1941). Free lattices (Ph.D. thesis). Harvard University
- Philip Whitman (1941). «Free Lattices». Annals of Mathematics. 42: 325–329. doi:10.2307/1969001
- Philip Whitman (1942). «Free Lattices II». Annals of Mathematics. 43: 104–115. doi:10.2307/1968883
- Phillip M. Whitman (1943). «Splittings of a lattice». American Journal of Mathematics. 65: 179–196. doi:10.2307/2371781
- Philip Whitman (1946). «Lattices, equivalence relations, and subgroups». Bulletin of the American Mathematical Society. 52 (6): 507–522. doi:10.1090/s0002-9904-1946-08602-4
- Philip M. Whitman (abril de 1948). «Groups with a cyclic group as lattice-homomorph». Annals of Mathematics. 49 (2): 347–351. doi:10.2307/1969283
- Garrett Birkhoff; Philip M. Whitman (1949). «Representation of Jordan and Lie Algebras» (PDF). Transactions of the American Mathematical Society. 65: 116–136. doi:10.2307/1990517
- Philip M. Whitman (1961). «Status of word problems for lattices». In:  R. P. Dilworth. Lattice Theory. Col: Proceedings of Symposia in Pure Mathematics. 2. Providence/RI: American Mathematical Society. pp. 17–21. ISBN 978-0-8218-1402-4